# Rajd Lotos Baltic Cup

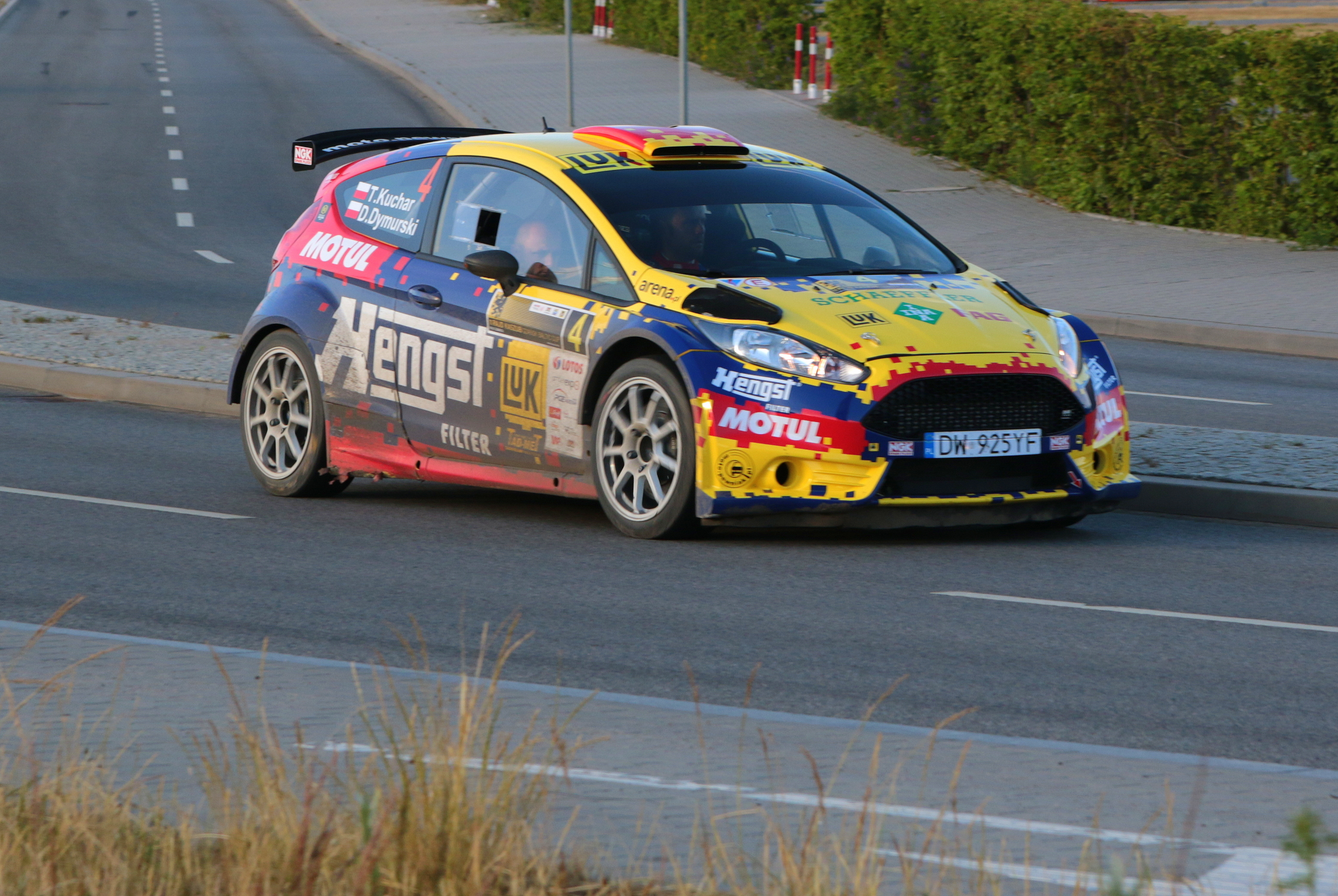
Tomasz Kuchar podczas Rajd Kaszub Gdansk Baltic Cup 2015

Rajd Lotos Baltic Cup (wcześniej jako Rajd Kaszub) – polski rajd samochodowy istniejący od 2005 roku. Zastąpił on Rajd o Puchar Bałtyku, którego trzynaście edycji odbyło się w latach 1961-2004. Od 2007 rajd pod nazwą Lotos Baltic Cup jest rundą RSMP. Odcinki specjalne są zlokalizowane w okolicach Kartuz, tj: Kłosowo, Piekiełko i Sianowska Huta.

## Zwycięzcy
| Rok  | Nazwa rajdu                        | Kierowca             | Pilot               | Samochód                 | Kategoria |
| ---- | ---------------------------------- | -------------------- | ------------------- | ------------------------ | --------- |
| 2005 | 1. Rajd Kaszub o Puchar Lotosu     | Robert Luty          | Daria Dziwisz       | Opel Astra               | PPZM      |
| 2006 | 2. Rajd Kaszub o Puchar Lotosu     | Tomasz Kramarczyk    | Michał Trela        | Opel Astra Gsi           | PPZM      |
| 2007 | 3. Rajd Lotos Baltic Cup           | Zbigniew Gabryś      | Artur Natkaniec     | Mitsubishi Lancer Evo IX | RSMP      |
| 2008 | 4. Rajd Lotos Baltic Cup           | Piotr Jędrusiński    | Tomasz Maciuszek    | Honda Civic Type R       | PPZM      |
| 2009 | 5. Rajd Lotos Baltic Cup           | Leszek Kuzaj         | Robert Hundla       | Peugeot 207 S2000        | RSMP      |
| 2010 | 6. Rajd Lotos Baltic Cup           | Kajetan Kajetanowicz | Jarosław Baran      | Subaru Impreza           | RSMP, RPP |
| 2011 | 7. Rajd Lotos Baltic Cup           | Kajetan Kajetanowicz | Jarosław Baran      | Subaru Impreza           | RSMP, RPP |
| 2012 | 8. Rajd Lotos Baltic Cup           | Kajetan Kajetanowicz | Jarosław Baran      | Subaru Impreza           | RSMP, RPP |
| 2013 | 9. Rajd Kaszub Gdańska Baltic Cup  | Mariusz Małyszczycki | Tomasz Markiewicz   | Mitsubishi Lancer Evo IX | RPP       |
| 2014 | 10. Rajd Kaszub Gdańska Baltic Cup | Mariusz Małyszczycki | Tomasz Markiewicz   | Subaru Impreza           | –         |
| 2015 | 11. Rajd Gdańsk Baltic Cup         | Bryan Bouffier       | Thibault De La Haye | Ford Fiesta Proto        | RSMP      |
| 2016 | 12. Rajd Gdańsk Castrol Inter Cars | Filip Nivette        | Kamil Heller        | Škoda Fabia R5           | RSMP      |
| 2017 | 14. Rajd Gdańsk Baltic Cup         | Filip Nivette        | Kamil Heller        | Škoda Fabia R5           | RSMP      |

- PPZM – Puchar Polskiego Związku Motorowego
- RPP – Rajdowy Puchar Polski
- RSMP – Rajdowe Samochodowe Mistrzostwa Polski